# El gato blanco
El gato blanco es un cuadro creado por el pintor francés Pierre Bonnard en 1894. Este óleo sobre cartón es una pintura animalística al estilo nabi. Representa con humor un gato blanco extraña y cómicamente deformado, con el cuerpo achatado de pie sobre patas excesivamente alargadas, como habiendo sufrido alguna extraña transformación mientras pasea delante de una tapia con hiedra cuya tonalidad verde oscuro resalta el color del animal.
Bonnard, que adoraba los gatos, crea una composición plana inspirada en las estampas japonesas. La obra se conserva desde 1982 en el Museo de Orsay, en París.